# Nelson Piquet Jr.
Nelson Ângelo Tamsma Piquet Souto Maior, normalt bare kaldet Nelson Piquet Jr (født 25. juli 1985 i Heidelberg, Vesttyskland) er en brasiliansk racerkører, der havde kørt i Formel 1 for Renault-teamet fra 2008 til 2009. Han er søn af den tredobbelte verdensmester Nelson Piquet.
Han forlod Renault-holdet i 2009-sæsonen pga. Crashgate-skandalen i 2008, hvor han blev ordret af Flavio Briatore til at smadre sin bil ind i væggen i Singapores Grand Prix.

## Resultater
Piquet Jr. fik sin Formel 1 debut ved det australske Grand Prix i 2008, og har siden (pr. juli 2008) kørt 10 Grand Prix'er. Han har stadig sin første sejr til gode, men opnåede ved det tyske Grand Prix 2008 sin første podieplacering med en andenplads.